# Wiedeweltsgade
Wiedeweltsgade er en gade i Kartoffelrækkerne i København, som strækker sig mellem Øster Farimagsgade og Øster Søgade.
Gaden er opkaldt efter billedhuggeren Johannes Wiedewelt (1731-1802).